# Debub Omo
La zone Debub Omo ou Sud Omo est une zone administrative de la région des nations, nationalités et peuples du Sud jusqu'en 2023 puis de la région Éthiopie du Sud. Cette zone tient son nom de son principal cours d'eau, la rivière Omo, qui traverse la zone avant de se jeter dans le lac Turkana. La zone Ari s'est détachée de Debub Omo en 2023 avec sa principale agglomération Jinka et Dimeka est devenu le centre administratif de la zone.

## Woredas
Jusqu'aux années 2010, la zone Debub Omo se compose de huit woredas, :
- Bena Tsemay[3] ;
- Dasenech[4] ;
- Debub Ari[5] ;
- Hamer[3] ;
- Male[5] ;
- Nyangatom[4], ou Gnangatom ;
- Selamago, ou Selamgo ;
- Semen Ari[5], ou Gelila.

La ville de Jinka et deux nouveaux districts appelés Boko Dawula et Wub Ari se détachent de Debub Ari vers 2020.
Semen Ari, Wub Ari, Debub Ari, Jinka et Boko Dawula quittent Debub Omo pour former la zone Ari en 2023.
Restent dans la zone Debub Omo : 
- Selamago, Nyagatom et Dasenech du côté ouest ;
- Male, Bena Tsemay et Hamer du côté est.

## Démographie
Le recensement national de 2007 fait état de 573 435 habitants dont 8 % de citadins dans un périmètre qui comprend encore la future zone Ari.
Dans ce périmètre, l'aari est la langue maternelle pour 44 % de la population, le male pour 14 %, le hamer pour 8 %, le daasanach pour 8 % également, l'amharique pour 5 %, le banna pour 4 %, le tsamai pour 3 %, le nyangatom pour près de 3% et le dime pour près de 2 %. Le konso, le mursi, l'arboré, le bodi et le basketo sont cités à hauteur d'environ 1 % chacun. Le gofa, le hadiyya et l'oromo sont cités aussi mais en plus petit nombre.
Les habitants sont des Aari, des Male, des Dassanetchs, des Hamers, des Banna (en), des Amharas, des Tsamai (en), des Nyangatom, des Konsos, des Mursis, des Basketo (en), des Arborés, des Bodi et des Oromos à peu près dans les mêmes proportions. 
La moitié des habitants (51 %) sont de religions traditionnelles africaines, 30 % sont protestants, 12 % sont orthodoxes et 1 % sont musulmans.
Jinka est la principale agglomération avec 20 267 habitants en 2007 suivie par Wubhamer, Gazer, Omorate, Gelila, Key Afer et Dimeka qui ont plus de 2 000 habitants à la même date.
| Woredas     | Population 2007 | Agglomérations                |
| Bena Tsemay | 52 968 hab      | Key Afer                      |
| Dasenech    | 52 708 hab      | Omorate                       |
| Debub Ari   | 210 557 hab     | Jinka, Wubhamer, Gazer, Tolta |
| Hamer       | 59 572 hab      | Dimeka, Turmi                 |
| Male        | 84 693 hab      | Liemo Giento                  |
| Nyangatom   | 17 640 hab      | -                             |
| Selamago    | 27 866 hab      | Hanna                         |
| Semen Ari   | 67 431 hab      | Gelila                        |

En 2022, la population est estimée sur le même périmètre à 805 742 personnes avec une densité de population de 38 personnes par km2 et 21 056 km2 de superficie.